# Turneul celor Patru Trambuline 2011-2012
Turneul celor Patru Trambuline 2011-12 a avut loc în cele patru locuri tradiționale: Oberstdorf, Garmisch-Partenkirchen, Innsbruck și Bischofshofen, situate în Germania și Austria, în perioada 28 decembrie 2011 și 06 ianuarie 2012.

## Rezultate

### Oberstdorf
HS 137 Schattenbergschanze, Germania
| Loc | Nume                  | Naționalitate | 1a(m) | 2a (m) | Puncte | Puncte Total Turneu |
| --- | --------------------- | ------------- | ----- | ------ | ------ | ------------------- |
| 1   | Gregor Schlierenzauer | Austria       | 133.0 | 137.5  | 557.3  | 283.3 (1)           |
| 2   | Andreas Kofler        | Austria       | 131.0 | 133.5  | 265.2  | 265.2 (2)           |
| 3   | Thomas Morgenstern    | Austria       | 128.0 | 128.5  | 264.3  | 264.3 (3)           |
| 4   | Severin Freund        | Germania      | 129.0 | 127.0  | 264.0  | 264.0 (4)           |
| 5   | Daiki Ito             | Japonia       | 130.0 | 124.0  | 262.7  | 262.7 (5)           |

### Garmisch-Partenkirchen
HS 140 Große Olympiaschanze, Germania
| Loc | Nume                  | Naționalitate | 1a(m) | 2a (m) | Puncte | Puncte Total Turneu |
| --- | --------------------- | ------------- | ----- | ------ | ------ | ------------------- |
| 1   | Gregor Schlierenzauer | Austria       | 138.0 | 134.0  | 274.5  | 557.8 (1)           |
| 2   | Andreas Kofler        | Austria       | 130.5 | 137.5  | 270.4  | 535.6 (2)           |
| 3   | Daiki Ito             | Japonia       | 138.5 | 141.5  | 269.6  | 532.3 (3)           |
| 4   | Kamil Stoch           | Polonia       | 132.0 | 137.5  | 268.0  | 498.1 (9)           |
| 4   | Taku Takeuchi         | Japonia       | 130.5 | 140.0  | 268.0  | 484.3 (12)          |

### Innsbruck
HS 130 Bergiselschanze, Austria
| Loc | Nume                  | Naționalitate | 1a(m) | 2a (m) | Puncte | Puncte Total Turneu |
| --- | --------------------- | ------------- | ----- | ------ | ------ | ------------------- |
| 1   | Andreas Kofler        | Austria       | 127.5 | 131.5  | 252.8  | 788.4 (2)           |
| 2   | Gregor Schlierenzauer | Austria       | 130.5 | 123.0  | 247.6  | 805.4 (1)           |
| 3   | Taku Takeuchi         | Japonia       | 131.5 | 124.0  | 246.7  | 731.0 (7)           |
| 4   | Anders Bardal         | Norvegia      | 128.0 | 125.5  | 244.4  | 758.5 (4)           |
| 5   | Roman Koudelka        | Cehia         | 123.5 | 122.5  | 239.5  | 757.2 (5)           |

### Bischofshofen
HS 140 Paul-Ausserleitner-Schanze, Austria

 6 ianuarie 2014
| Loc | Nume                  | Naționalitate | 1a(m) | 2a (m) | Puncte | Puncte Total Turneu |
| --- | --------------------- | ------------- | ----- | ------ | ------ | ------------------- |
| 1   | Thomas Morgenstern    | Austria       | 135.0 |        | 138.7  | 908.0 (2)           |
| 2   | Anders Bardal         | Norvegia      | 135.0 |        | 136.5  | 895.0 (4)           |
| 3   | Gregor Schlierenzauer | Austria       | 131.0 |        | 128.4  | 933.8 (1)           |
| 4   | Robert Kranjec        | Slovenia      | 129.0 |        | 126.8  | 807.5 (14)          |
| 5   | Daiki Ito             | Japonia       | 130.5 |        | 126.2  | 852.1 (6)           |

### Clasament General
Clasamentul final al celot patru concursuri. Gregor Schlierenzauer a fost câștigătorul Turneului.
| Loc | Nume                  | Naționalitate | Oberstdorf (final) | Garmisch-Partenkirchen (final) | Innsbruck (final) | Bischofshofen (final) | Puncte Total Turneu |
| --- | --------------------- | ------------- | ------------------ | ------------------------------ | ----------------- | --------------------- | ------------------- |
| 1   | Gregor Schlierenzauer | Austria       | 283.3 (1)          | 274.5 (1)                      | 247.6 (2)         | 128.4 (3)             | 933.8               |
| 2   | Thomas Morgenstern    | Austria       | 264.3 (3)          | 267.9 (6)                      | 237.1 (6)         | 138.7 (1)             | 908.0               |
| 3   | Andreas Kofler        | Austria       | 265.2 (2)          | 270.4 (2)                      | 252.8 (1)         | 108.5 (25)            | 896.6               |
| 4   | Anders Bardal         | Norvegia      | 258.0 (6)          | 256.1 (9)                      | 244.4 (4)         | 136.5 (2)             | 895.0               |
| 5   | Roman Koudelka        | Cehia         | 255.6 (7)          | 262.1 (8)                      | 239.5 (5)         | 124.0 (6)             | 881.2               |
| 6   | Daiki Ito             | Japonia       | 262.7 (5)          | 269.6 (3)                      | 193.6 (27)        | 126.2 (5)             | 852.1               |
| 7   | Severin Freund        | Germania      | 264.0 (4)          | 262.2 (7)                      | 211.8 (21)        | 105.4 (30)            | 843.4               |
| 8   | Kamil Stoch           | Polonia       | 221.1 (23)         | 268.0 (4)                      | 232.0 (9)         | 121.9 (9)             | 843.0               |
| 9   | Taku Takeuchi         | Japonia       | 216.3 (25)         | 268.0 (4)                      | 246.7 (3)         | 111.6 (23)            | 842.6               |
| 10  | Richard Freitag       | Germania      | 240.3 (10)         | 233.9 (25)                     | 227.2 (12)        | 119.0 (10)            | 820.4               |

## Legături externe
- de Site web oficial